# Université de sciences appliquées de Munich

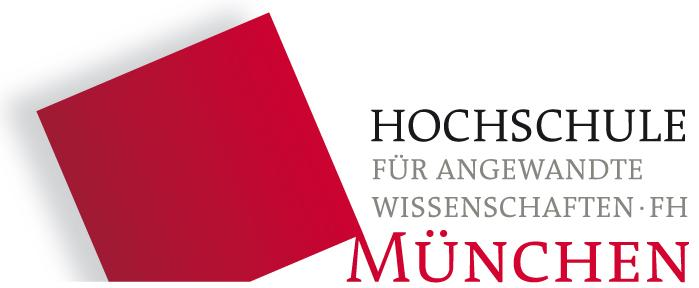
Ancien logo

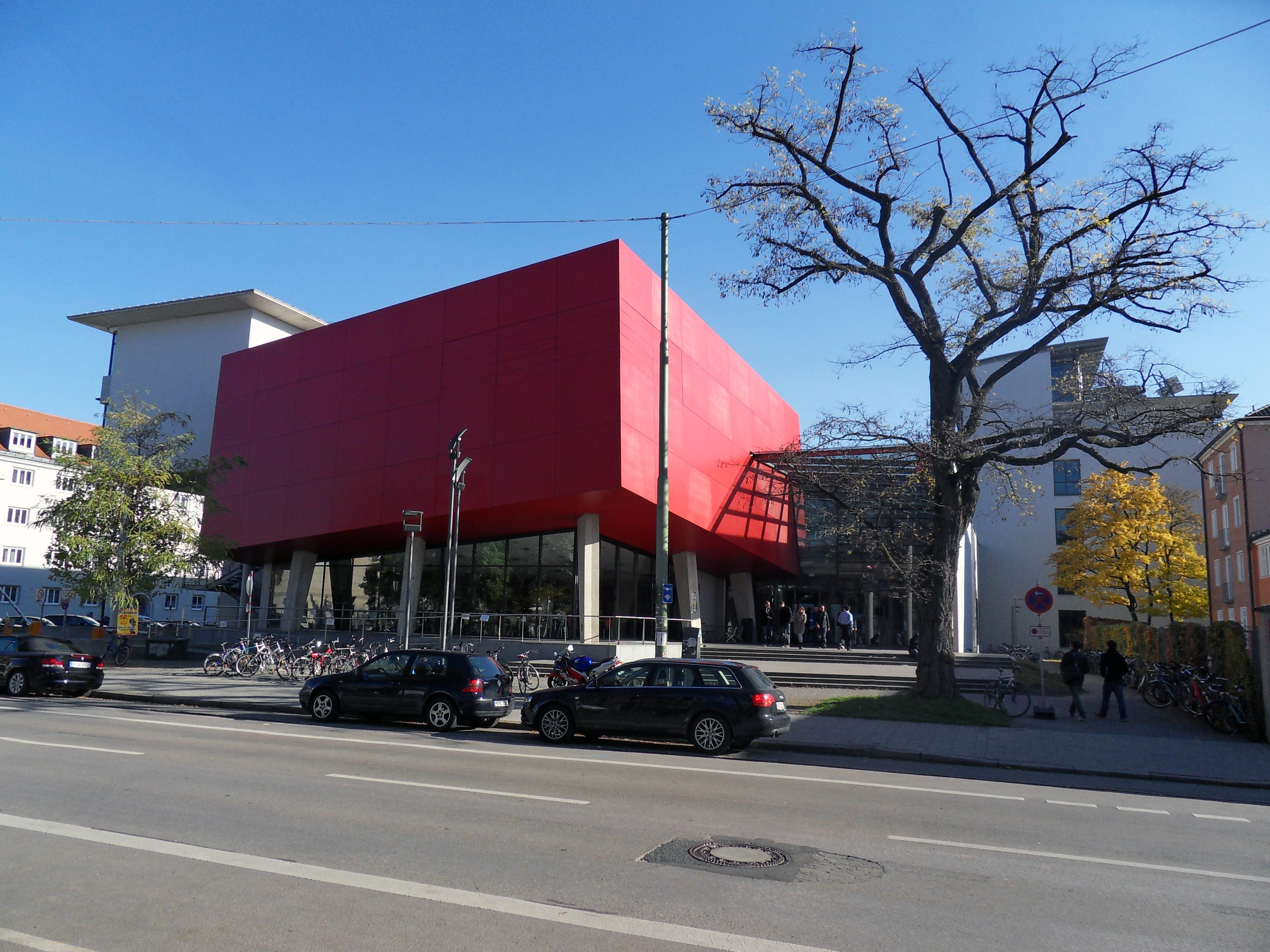

L'université de sciences appliquées de Munich (en allemand : Hochschule für angewandte Wissenschaften München, abréviation courante : Hochschule München, autrefois Fachhochschule München) et une des trois universités de la ville de Munich en Allemagne. L'enseignement des Hochschulen für angewandte Wissenschaften est de nature plus appliquée qu'en université traditionnelle. L'Université de sciences appliquées de Munich est une université moderne et internationale assurant une large offre de bachelors et de masters, des séminaires et des formations pour cadres, ainsi que des possibilités de doctorat en cotutelle avec d'autres universités.
Elle est organisée en 14 facultés :
1. Architecture
2. Génie civil
3. Génie mécanique, aéronautique et des véhicules
4. Génie électrique et techniques de l'information
5. Énergétique, Génie des procédés, technologies d'impression et des médias
6. Micro et nanotechnologies, mécanique de précision, techniques physiques et génie biologique
7. Informatique et Mathématiques
8. Géoinformatique
9. Génie industriel
10. Gestion
11. Sciences sociales
12. Design
13. Connaissances générales
14. Tourisme

La faculté n°13 est particulière: elle a pour tâche principale la fourniture de cours optionnels et notamment linguistiques pour les étudiants des autres facultés.

## Recherche appliquée
L'Université de sciences appliquées de Munich fait partie des Hochschulen für angewandte Wissenschaften, ce qui veut dire que la recherche est faite en étroite coopération avec le milieu industriel et les entreprises en général. Ceci distingue les Hochschulen des universités classiques en Allemagne, dont la mission est plutôt orientée recherche fondamentale. 
À cet effet, la 'Hochschule München' a fondé des centres de compétences dans les domaines techniques, économiques et sociaux pour favoriser la synergie des compétences, du savoir et des idées. Ces projets de recherche font participer dans une large mesure nos étudiants, ce qui rend la formation moderne et appliquée.
Actuellement ces centres de compétences sont au nombre de douze, dont voici la liste :
1. Technologie de communication à large bande
2. Études civiques
3. Traitement d'images digital
4. Systèmes embarqués intelligents
5. Mécatronique appliquée aux véhicules
6. Facility Managemement
7. Micro-électronique
8. Nanotechnologies
9. Développement produit
10. Réseaux temps réel
11. Composites intelligents
12. Informatique de gestion

## Alliance UAS7
L'université de sciences appliquées de Munich fait partie de l'Alliance UAS7, qui regroupe sept des meilleures universités des sciences appliquées d'Allemagne. Le but de l'alliance est mettre en synergie leurs compétences en matière d'enseignement, de recherche, de transfert afin d'assurer un niveau d'excellence.
Les membres de cette alliance stratégique sont les suivants :
1. Hochschule für Wirtschaft und Recht Berlin (Berlin School of Economics and Law)
2. Hochschule Bremen (Bremen University of Applied Sciences)
3. Hochschule für Angewandte Wissenschaften Hamburg (Hamburg University of Applied Sciences)
4. Fachhochschule Köln (Cologne University of Applied Sciences)
5. Hochschule München (Munich University of Applied Sciences)
6. Fachhochschule Münster (Münster University of Applied Sciences)
7. Hochschule Osnabrück (University of Applied Sciences Osnabrück)